# Family7
Family7 is een Nederlandse televisiezender die digitaal en analoog uitzendt op de Nederlandse televisie. Richtte het zich in het begin primair op de orthodox-protestantse gemeenschap, later kwamen daar steeds meer kijkers met een evangelische levensovertuiging bij. Alle kosten voor het maken van programma's worden bekostigd door de zender zonder enige vorm van overheidssubsidie. De inkomsten komen deels van abonnees van het Family7 Magazine, giften van kijkers, commercials, sponsoring en kabelgelden. De zender haalde in 2017 een maandbereik van 1.067.000 kijkers per maand.

## Geschiedenis
Family7 zendt uit op de Nederlandse digitale televisie sinds december 2005, maar de weg daar naartoe was er één via omwegen. Inmiddels kan Family7 via nagenoeg alle Nederlandse kabelmaatschappijen in ca 4,5 miljoen Nederlandse huishoudens worden bekeken en brengt de zender een gevarieerde programmering met o.a. nieuws, documentaires, series, kinderprogramma's, spelprogramma's en diverse studieprogramma's.

### Ontstaan

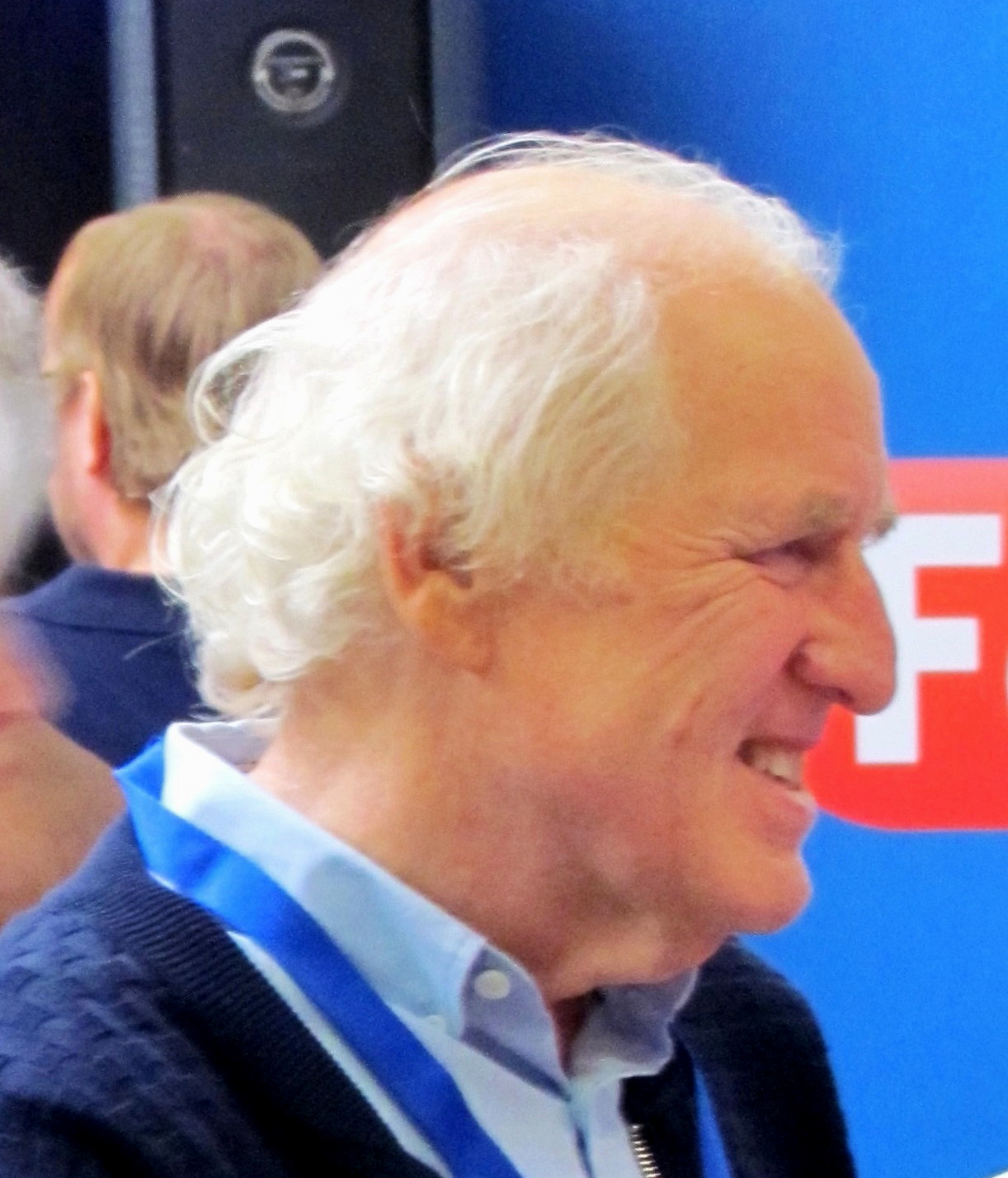
Dolf van de Vegte in 2018

In 1992 richtte Dolf van de Vegte Christoffer Productions op om in 1993 als buitenproducent voor de Evangelische Omroep te werken waar hij programma's produceerde als 50 Kamers (soms met uitzicht), Prinsen en Prinsessen, Van Henegouwen VPP, Noch dood noch leven, Als het leven pijn doet en Mir@kel.
Naar eigen zeggen stelde hij vast dat gospelmuziek op Radio 3FM verdwenen was en hij vermoedde dat de EO in de toekomst op tv ook minder speelruimte zou krijgen. Hij ging onderzoeken of een omroep naast de EO haalbaar zou kunnen zijn.
Terwijl Van de Vegte met zijn productiebedrijf geld verdiende bij de EO, experimenteerde hij tijdens nachtelijke uren met Evangelical Television (E-TV) op de lokale omroep in zijn woonplaats, RTV Apeldoorn, maar ook bij RTV Utrecht en Stichting Lokale Omroep Kerken in Veenendaal. In 1996 vroeg zijn productiebedrijf een tv-licentie aan en in maart 1997 verleende het Commissariaat voor de Media E-TV een tv-licentie, maar bleven nieuwe opdrachten om diverse redenen uit en leken zijn plannen voor een nieuwe omroep te zijn mislukt. Tussen 1998 en 2004 werden schulden afgelost door middel van gemaakte programma's en de verkoop van het kantoorpand in het centrum van Apeldoorn.

### Doorbraak

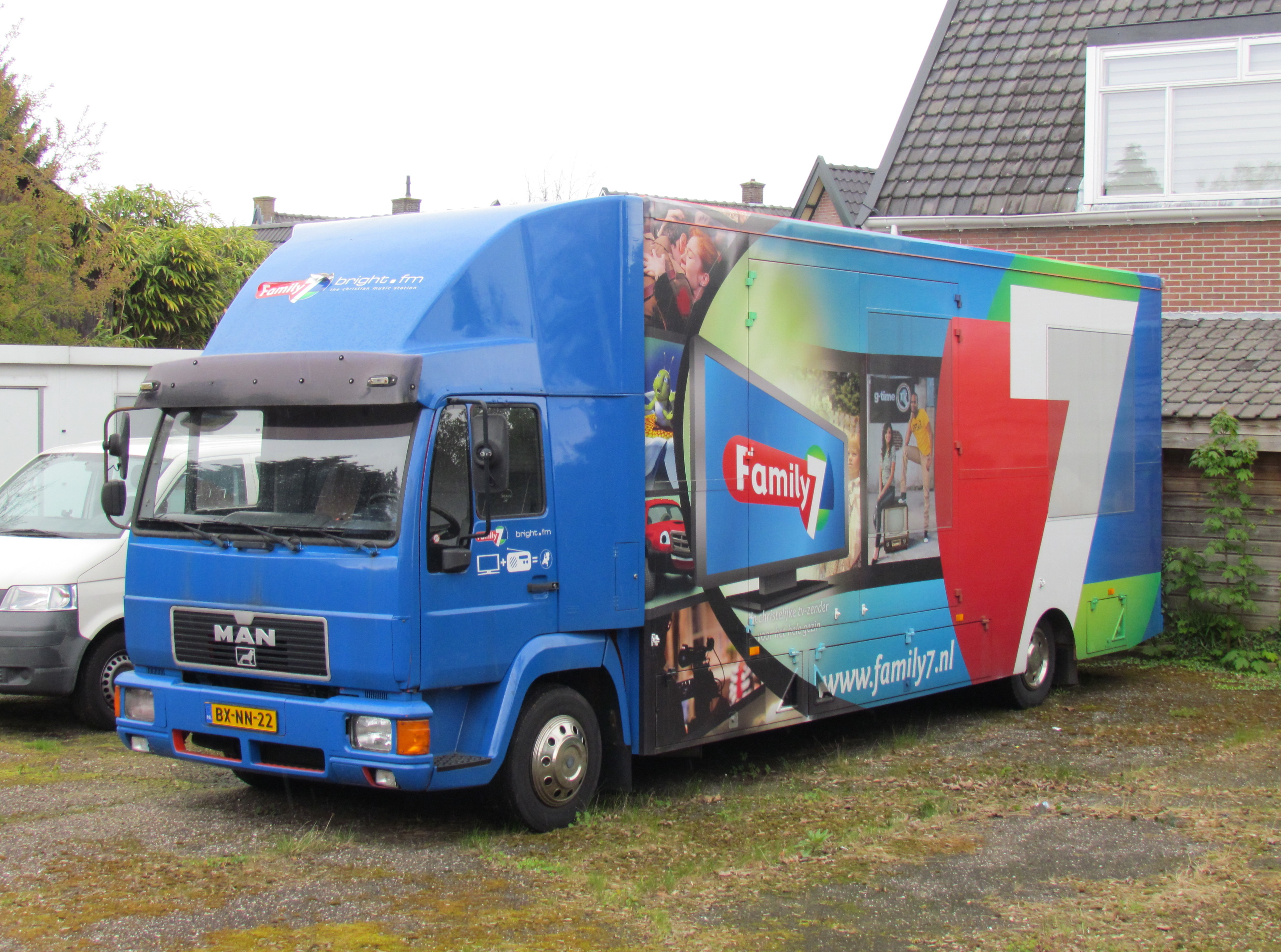
Family7-truck

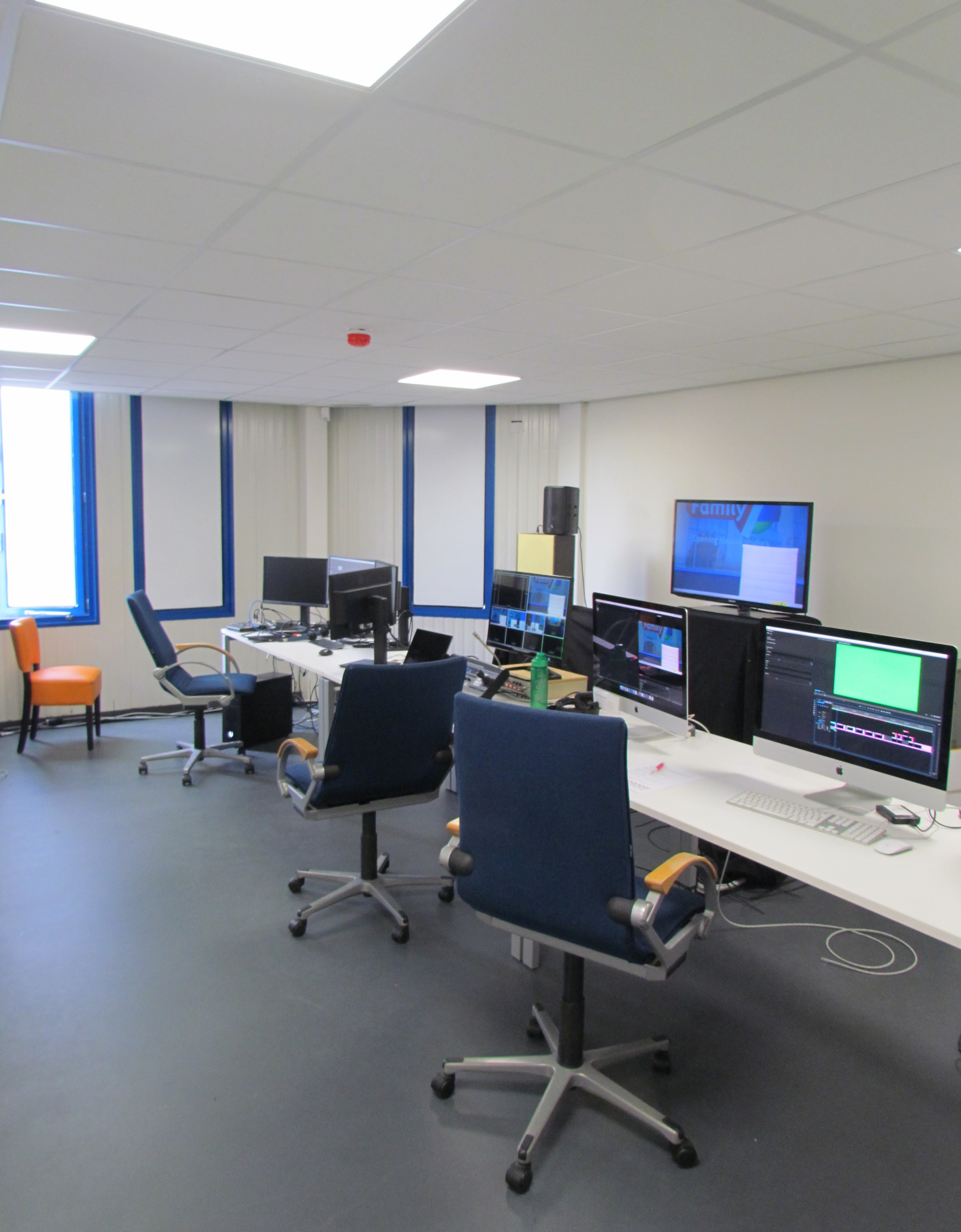
Regiekamer

Via de pinksterconferentie van Stichting Opwekking werden vervolgens handtekeningen verzameld en verkregen Van de Vegte en zijn medewerkers toegang tot de kabel. In december 2005 is men begonnen met uitzenden en destijds was het de eerste Nederlandse christelijke familiezender met vier werknemers. Na bijna tien jaar was de zender in ruim 4,5 miljoen huishoudens te zien.
Family7 voerde met wisselend succes actie om in de standaardpakketten van aanbieders van kabeltelevisie toegelaten te worden. Sinds 1 februari 2009 werd Family7 doorgegeven via het digitale basispakket van Ziggo. UPC stopte juist in mei 2007 met het doorgeven van Family7 via de kabel, maar sinds 4 september 2012 werd Family7 weer aangeboden door UPC. Per 1 oktober 2013 werd Family7 in het digitale basispakket van UPC geplaatst en per april 2015 in dat van Ziggo, nadat UPC daarin gefuseerd was.
De zendtijdlicentie wordt gedeeld met Evangelical Television (E-TV), dat evenals Family7 eigendom is van Christoffer Productions & Beheer. Met ingang van maandag 5 oktober 2015 heeft Family7 vaste uitzendbalken in de avond met nieuwe programma's aangaande Bijbelstudies, diverse series, talkshows en nieuws met commentatoren in de studio te Apeldoorn.

### Koers en groei
Veel medewerkers van Family7, zoals Van de Vegte, Jan van den Bosch, Bert Dorenbos, Henk Binnendijk, Evert ten Ham en Willem Glashouwer jr. zijn oorspronkelijk afkomstig uit de kringen rond de Evangelische Omroep. Veel van deze ex-EO-medewerkers waren het niet meer eens met de, volgens hen, 'steeds meer verwaterende en wereldgelijkvormig wordende' koers van de EO en stapten over naar 'het meer Bijbelgetrouwe' Family7.

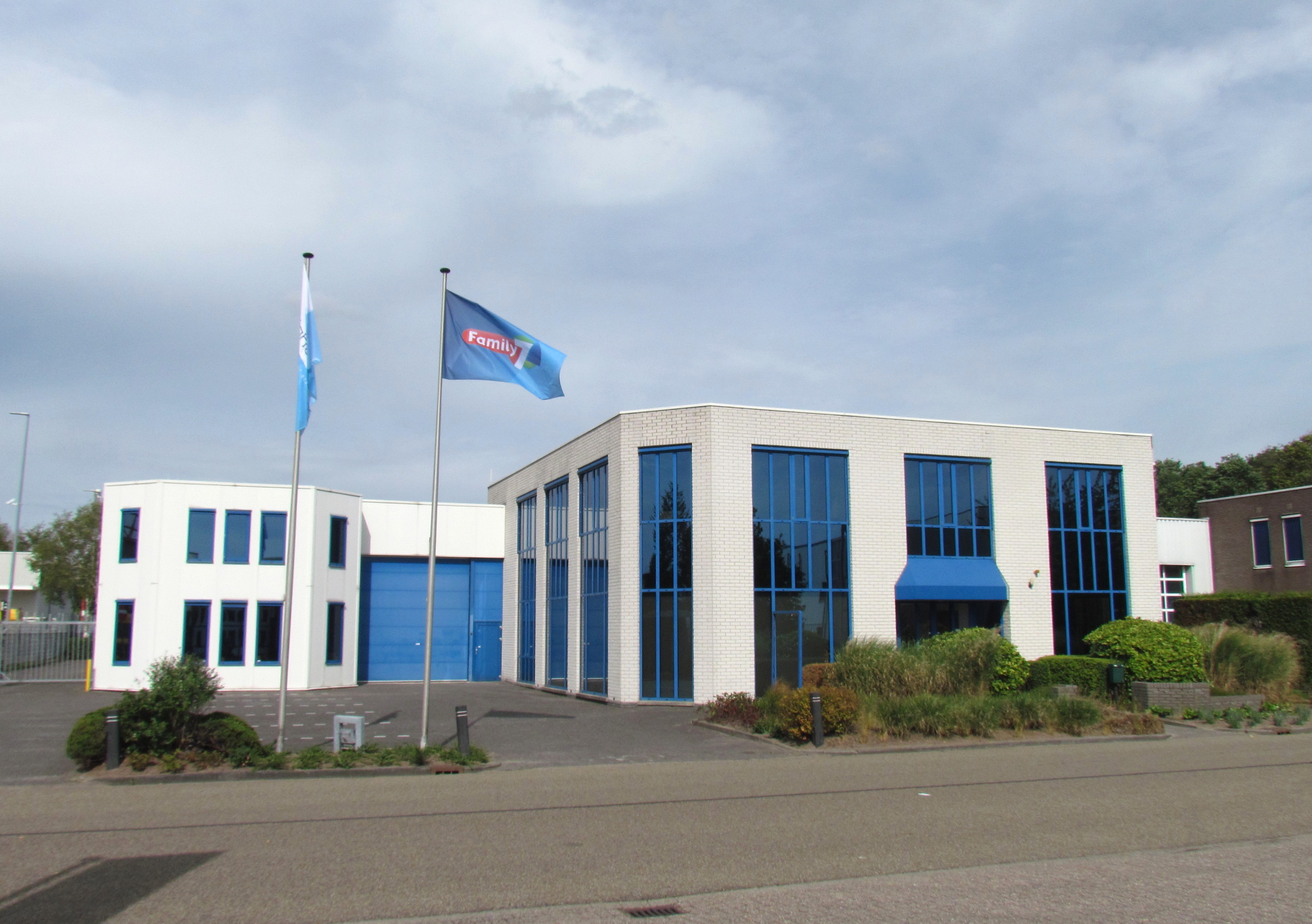
Het Family7-pand in Apeldoorn-Zuid

Het huidige bedrijfspand van de zender ligt aan de Nagelpoelweg in Apeldoorn. Family7 huisde van 2008 tot 2018 in een pand aan de Eendrachtstraat in Apeldoorn. In de loop der jaren is het aantal medewerkers gegroeid waardoor dat pand te klein werd. Daarnaast was er veel lekkage waardoor investering beter gezocht kon worden in een nieuwer pand met groeimogelijkheden. In juni 2017 vond Van de Vegte een nieuw pand op een bedrijventerrein in Apeldoorn Zuid met ruimte voor drie studio's: voor het nieuwsprogramma Uitgelicht!, programma's als WIJS en een derde voor opnames met publiek. Op 7 september 2018 verrichtte ChristenUnie-minister Arie Slob van Mediazaken de officiële opening van het pand aan de Nagelpoelweg. Van de Vegte overleed binnen een halfjaar, hij was al enige tijd ernstig ziek, op 1 februari 2019. Zijn weduwe Ans van de Vegte nam zijn werkzaamheden over tot september 2022 toen Stephanie van der Horst (1984) aantrad.

## Programma's

### Kleuter/kind
Een van de eerste programma's was Klazina Waterval, die op de rommelzolder een oude schatkist vol verhalen vindt.
Kleuterprogramma clown Nonnie wordt afgewisseld met delen in een studio (met de clown) en met reportages met en over kinderen. Daarnaast waren er Krummel, Hillsong Kids en Wijs Paleis waarbij figuren in en rond een kasteel dingen doen. Het programma wordt altijd afgesloten met een wijze les die in de betreffende aflevering is geleerd door een of meerdere hoofdpersonen. De "prins" vertelt deze les altijd en is dan ook de wijze "spil" van het gezelschap.
Blalala werd in 2006 voor het eerst uitgezonden met Reni en Elisa Krijgsman. Bla staat voor het bijbelverhaal en Lala voor de liedjes. De derde serie werd uitgezonden vanaf oktober 2021 mede door een inzamelingsactie in december 2020 voor nieuwe kinderprogramma's.
In de animatieserie Chi Rho, het symbool ☧, reist een groep kinderen door middel van een kubus door de verhalen in de Bijbel. In de animatieserie Superboek gaan Joy, Chris en hun robot Gizmo met een tijdmachine naar de tijd van een Bijbels figuur waarin ze een les leren die ze in hun eigen situatie kunnen toepassen.
In Bijbelcheck uit 2017 worden in twaalf afleveringen wonderen uit de Bijbel verteld door Carin en Mathijs op de locatie waar het daadwerkelijk is gebeurd. Vanaf februari 2019 worden kinderen in De Diamant letterlijk en figuurlijk meegenomen op expeditie met archeologe Jennifer Guetta-Peersmann. Zij vertelt over de geschiedenis, verhalen en locaties die in de Bijbel beschreven staan. In juni 2023 kwam het vervolg De Verkenners van Albert en Martha Groothedde met korte video's voor kinderen tussen de acht en twaalf jaar. Dit is een gezamenlijk project van Stichting Steunfonds Israël/Isaac da Costa en Centrum voor Israëlstudies.
In De Boekenberg wordt er een boek of verhaal voorgelezen, afgewisseld met illustraties uit het voorgelezen boek. Er zijn voorlezers als Megan Cameron, Pauline van den Broek en Bram Kasse.
De Fakkeldragers is een 13-delige animatieserie over de levensverhalen van geloofshelden uit de kerkgeschiedenis:
- Augustinus;
- Gladys Aylward;
- Corrie ten Boom;
- William Booth;
- John Bunyan;
- Amy Carmichael;
- Jim Elliot;
- Eric Liddell;
- Maarten Luther;
- Samuel Morris;
- Perpetua;
- William Tyndale;
- John Wesley;
- Richard Wurmbrand

### Als Vloeken in de Kerk
Serie gesprekken met socioloog dr. Samuel C. Lee over prikkelende onderwerpen. Lee is in de jaren '80 vanuit het Midden-Oosten naar Nederland gekomen waar hij, via zijn vrouw, als ex-moslim in aanraking kwam met het evangelie. Lee is voorganger van een middelgrote migrantenkerk in Amsterdam-Zuidoost. Van deze serie zijn 34 afleveringen gemaakt tussen 2008 en 2011. Op 4 april 2008 werd een speciaal ingelaste aflevering uitgezonden over de film Fitna van Geert Wilders.

### Bijbelse karakters
Serie gesprekken met Johan Schep over bekende Bijbelse personen die gelovigen tot voorbeeld dienen. De geloofslessen van deze persoonlijkheden zijn: wat kunnen wij leren en toepassen van het geloof van deze personages? Uitzendingen vinden plaats in het Brandpunt in Doorn.

### Brink TV
Tussen 2011 en 2015 presenteerde Bert Dorenbos diverse documentaires onder Brink TV dat een onderdeel van Rainbow/Schreeuw om Leven is, een stichting die zich vanuit christelijk perspectief inzet op ethische terreinen in de samenleving, met name de strijd tegen abortus, maar ook tegen euthanasie en zedenverwildering. Daarnaast werkte woonbijbel.nl mee aan de uitzendingen zoals de 12-delige serie De Bijbel - hoe oordeelt de geschiedenis erover? met voormalige moslim Sasan Tavassoli en professor Jay Smith (1953).

### Huwelijksrelaties
Serie gesprekken vanaf 2017 tussen Dolf van de Vegte en later Evert ten Ham met relatiecoach Bram de Blouw (1954). De Blouw was tot 2022 werkzaam als huwelijkscounseling en zorg bij Family Ministries van Jeugd met een Opdracht. De series over huwelijksrelaties zijn gebaseerd op zijn boeken: Ik heb er soms ZO GENOEG van!, Echtscheiding, einde of nieuw begin?, Drievoudig snoer of Zijden draadje? en Gescheiden achter de voordeur.

### Jong-leren Live
13-delige serie van Ten Ham en voormalig eindredacteur van opvoed-tijdschrift Aan de Hand Jetze Baas waarin wordt gekeken naar Bijbelse voorbeelden die verstrekkende gevolgen kunnen hebben voor de opvoeding van kinderen. Thema's die aan de orde komen zijn geloofsopbouw, Bijbellezen, bidden thuis en ontwikkeling van het puberbrein. Tijdens de uitzending kan men reageren via e-mail, telefoon of WhatsApp waarop deskundigen direct op vragen kunnen reageren.

### Café Tinto
Van oktober 2011 tot mei 2015 had Family7 het live-ochtendprogramma Café Tinto (Tinto is Spaans voor kleurrijk), waarin in een huiskamerachtige setting telkens vier gasten werden ontvangen. Aan bod kwamen actualiteiten, en onderwerpen als huwelijk en relaties, kinderen en opvoeding, gezondheid, lifestyle en geld (naar RTL's Koffietijd). Regelmatig traden er artiesten op. Evert ten Ham was vanaf het begin de presentator. In juli 2014 stopte hij met het programma, na meer dan 530 afleveringen. Hij werd opgevolgd door Alinda Bol, die het programma presenteerde vanaf oktober 2014. Het bleek echter steeds moeilijker om nieuwe gasten en gespreksonderwerpen te vinden, waardoor het besluit viel om, na ruim 700 uitzendingen, het programma te beëindigen. Op 21 mei 2015 was de laatste uitzending. Tot en met de zomer van 2015 werden herhalingen van Café Tinto uitgezonden en tot april 2017 dagelijkse specials met fragmenten.

### Muziek
X-Ray
In 2007 presenteerde Reggy Pattiselanno dit muziekprogramma dat bestond uit videoclips en het laatste nieuws over gospelmuziek.
G-Time TV
Vanaf 2011 maken Filemon Peroti en Nicole Bus het muziekprogramma G-Time waarin aandacht is voor de nieuwste gospelmuziek, de verhalen achter de muziek en exclusieve interviews. Ook komen er artiesten langs om live een nummer te spelen.
Crossover
Serie van 13 afleveringen uit 2023 met presentator Evert ten Ham en muzikant Wim Bevelander waarin zij in een muziekstudio in gesprek gaan aan de hand van een thema, gecombineerd met muziek. Concept bestaat uit een seculier liedje dat wordt besproken waarna wordt afgesloten met een eigen lied van Bevelander.

### Confessions
Serie gesprekken met Megan Cameron die op straat in verschillende plaatsen dezelfde vraag stelt: Wat is het beste wat je ooit voor jezelf of voor anderen hebt gedaan?. Elke dinsdagavond wordt één plaats uitgezonden. De bezochte plaatsen zijn: Apeldoorn I, Deventer, Arnhem, Zutphen, Apeldoorn II, Zwolle, Veenendaal, Zelhem, Apeldoorn III, Hoogeveen, Hengelo en Wageningen.

### Jacques Brunt
Geboren om te groeien
Serie van Stichting Heart Cry met Jacques Brunt. In 23 afleveringen komen korte, praktische boodschappen over een basisprincipe van het christelijk geloof waarin een geestelijke groei kan plaatsvinden.
Gods Geest/Zoon/Vader in Actie
Serie uit najaar 2020 met Brunt als presentator en Johan Schep als gastspreker. In 13 afleveringen behandelen zij het bijbelboek Handelingen, vanaf het moment in Jeruzalem in opstartfase en de moeilijke omstandigheden voor de kust van Malta tot het moment wanneer de apostelen weer terugkeren naar Jeruzalem. De vervolgseries behandelen de Hebreeënbrief en het Johannesevangelie.

### Jezus leven
Serie uit oktober 2021 met Henk Stoorvogel waarin presentator Marco Ketel in gesprek gaat over het speelveld waarin Jezus in de hele context te zien is. Hij wordt gevolgd vanaf het begin van zijn leven en er worden gebeurtenissen aan elkaar verbonden.

### God op de werkvloer
Serie programma's waarin Daniëlle Rebel en Pauline van den Broek tussen 2016 en 2019 christenen op allerlei werkvloeren ontmoeten om te zien hoe hun werkdag eruitziet en hoe zij het christen-zijn uitleven. Het vijfde seizoen in 2023 wordt gepresenteerd door Megan Evenblij en Michiel Grevers.

### Vrouw Vandaag
Elke donderdagavond presenteert Janine Pormes een vrouw naar Gods hart met uiteenlopende achtergronden. Hoe combineert zij haar christen-zijn met haar werk en in de maatschappij. Hoe combineer je bijvoorbeeld moeder-zijn met een goede carrière? Hoe ga je om met teleurstellingen en pijn? Hoe maak je in dat drukke leven tijd voor jezelf?
Het programma is een samenwerking met het online platform PUUR! Vandaag. Slogan is dan ook: Het is weer woensdag! Vanavond lekker PUUR! Tv kijken!. Voorheen heette het programma Puur! tv, gepresenteerd door Alinda Bol.

### Levensecht
Vanaf oktober 2020 presenteren Helene Esmeijer en Ruth Stoorvogel het vrouwenprogramma dat onderwerpen behandeld als eenzaamheid, vergeving en balans houden in de drukte; onderwerpen die uit het leven zijn gegrepen.

### Family7 in Actie
Serie documentaires waarin Family7 in actie komt voor een bepaald project waar geld voor wordt ingezameld. In de documentaires worden maandelijks de ontwikkelingen in beeld gebracht.

### Opwekking
Sinds 2016 wordt het hoofdprogramma, de ochtend- avondsamenkomsten, van de jaarlijkse Pinksterconferentie in Biddinghuizen van Stichting Opwekking live uitgezonden op televisie en via de Family7 livestream.

### De Nacht in
Gespreksprogramma sinds oktober 2024 op de late avond waarin bedenker en presentator Michiel Grevers in gesprek gaat met bekende en minder bekende christenen over hun ervaring met de nacht, herinneringen over de nacht en avondrituelen.

### In Gesprek op 7
In 2015 startte In Gesprek op 7, een live-programma met de mogelijkheid voor kijkers om live te bellen en hun zorgen te delen. Het programma was een vervolg op BiechtTV dat begon in het najaar van 2014 waarin men belden om iets op te biechten. Elke late zondagavond gaat Evert ten Ham samen met sidekick's Aad, Maria en Dineke in gesprek met bellers.

### Family7 Live
Een programma gepresenteerd door Carin van Essen waarin met twee gasten in de studio wordt gepraat over een bepaald onderwerp. Kijkers kunnen inbellen en meepraten. De hoofdgast wordt geïntroduceerd aan de hand van drie filmpjes, waarna de tweede gast hetzelfde heeft meegemaakt en kan meepraten over ervaringen en oplossingen.

### Thuis
Serie diepgaande gesprekken van Jan van den Bosch met opmerkelijke en bekende Nederlanders over Thuiskomen bij de Vader.
Seizoen 1 (2012)
- Joël Voordewind;
- Laurent Nouwen;
- Marijke Helwegen;
- Marja Middeldorp;
- Bert Konterman;
- Nelli Cooman;
- Abraham Spreeuw;
- Reinier van den Berg;
- Willibrord Frequin;
- Gemma van Eck;
- Sonja Silva;
- Hans van Vliet.

Seizoen 2 (2016)
- Jan Corsius;
- Ans Markus;
- Henny Huisman;
- Franca Treur;
- Gor Khatchikyan;
- Cees Dekker;
- Emile Ratelband;
- Don Ceder;
- Lily Kok;
- Kees van der Staaij;
- Klaas Wilting;
- Hans van Baalen;
- Frederik de Groot.

Seizoen 3 (2017)
- Nicole Buch;
- Ferry, Joshua en Mirjam Kotadiny;
- Laurens van Rooyen;
- Leo Fijen;
- Sonja Silva;
- Tass Saada;
- Carla Dik-Faber;
- Stefan Paas;
- Ben Tiggelaar;
- Johan Toet;
- Paul Donders;
- Jennifer Guetta-Peersman;
- Lineke Blijdorp.

Seizoen 4 (2019)
- Jonathan Vroege en Channah Hewitt;
- Norvin Martina;
- Bart Kuijpers;
- Ruth Peetoom;
- Remko Harms;
- Jeremiah Pelatja;

Seizoen 5 (2023)
- Robbie Hageman;
- Elisabeth Lopez;
- Paulus Steenkamp;
- Gor Khatchikyan;
- Susanne Annot;
- Pieter Verhoeve;

Seizoen 6 (2024)
- Ruben Flach;
- Shirma Rouse;
- Boyd Brakel;
- Everard de Jong;
- Joël Ibraahim;
- Marja van Bijsterveldt

### Geloofshelden
Serie gesprekken van Jan van den Bosch met bekende en minder bekende Nederlanders die in zijn ogen als "geloofsheld" kunnen worden gekarakteriseerd.
Seizoen 1 (2014)
- Orlando Bottenbley;
- Tiemen Westerduin;
- Anne van der Bijl;
- Arenda Haasnoot;
- Kees van Velzen;
- Hennie Tinga;
- Wigle Tamboer;
- Henk Binnendijk;
- Romkje Fountain;
- Henk Stoorvogel;
- Clara Sies;
- Dolf van de Vegte.

Seizoen 2 (2015)
- Andries Knevel;
- Jan Bakker;
- Naomi van Damme;
- Peter en Else Vlug;
- Joop Gankema;
- Nikolaas Sintobin;
- Otto de Bruijne;
- Frits Rouvoet;
- Helene Esmeijer;
- Johan Huibers;
- Teun Stortenbeker;
- Henk Dik.

Seizoen 3 (2016)
- Joop Gottmers;
- Elly en Rikkert Zuiderveld;
- Arie Slob;
- Rita Renema;
- Antoine Bodar;
- Carola Schouten;
- Edward de Kam;
- Wilma Veen;
- Jurjen ten Brinke;
- Jolanda Omvlee;
- Hans van Vliet;
- Martin Koornstra;
- Sharon Kips.

### Kees van Velzen
Serie bijbelstudies met oud EO-medewerker ds. Kees van Velzen.
Beproevingen in je leven
Serie uit 2018 waarin Van Velzen samen met Van de Vegte beproevingen van Bijbelse figuren bespreekt in verhouding tot de geestelijke groei naar volwassenheid door beproevingen/testen heen.
Geestelijke strijd
Serie in 2021 met Van Velzen en presentator Berry Janssen die gericht is op de geestelijke wapenrusting zoals beschreven door apostel Paulus in het bijbelboek Efeziërs en praktische tips geeft hoe dit te realiseren is.
Zoek eerst het koninkrijk van God
Serie van maart 2022 met Van Velzen en Sara van Oordt waarin zij bespreken hoe personen in de Bijbel omgingen met crisissituaties en wat wij daarvan kunnen leren.
Israël door de tijden
Serie die in oktober 2022 startte met Van Velzen en Janssen en gaat over de grote tijdlijn van de Bijbel. Nadruk ligt op de verhouding van God in de geschiedenis met Israël, van de schepping en val van Babel tot tijdperk van de Richteren en de terugkeer uit de ballingschap.
Groei
13-delige serie die in september 2023 startte met Van Velzen en Janssen en gaat over het proces van geestelijke groei in de levens van dertien Bijbelse personen en de koppeling naar noodzakelijke groei in onze levens.
De God van Leviticus
13-delige serie die in december 2024 startte met Van Velzen en Janssen. Deze serie gaat over Leviticus en hoofdstuk 16 uit Handelingen en wat de instructies en voorbeelden in die tijd voor nu betekenen.

### Eindtijd & profetie
Jan van Barneveld (1936-2022) vertolkte vanaf 2012 in Huis Baak regelmatig zijn op het chiliasme geënte en christenzionistisch getinte Bijbelbeschouwingen. Het betrof een speciale interesse op de rechterflank van het evangelicaal christendom voor de eindtijd met onder meer de rol die de oprichting van de staat Israël daarin zou spelen. Liefst 238 afleveringen werden er tot 2018 gemaakt waarmee het de langstlopende serie werd.
Series
- Serie 1: 2005; introductie
- Serie 2: 2006; vervolg op eerste serie
- Serie 3: 2007; Eindtijd & Profetie en Israël
- Serie 4: 2008; met Israël op weg naar de eindtijd
- Serie 5: 2009; Eindtijd & Profetie en de Islam
- Serie 6: september 2010; vervolg op vorige serie
- Serie 7: september 2011; Eindtijd & Profetie en Israël
- Serie 8: maart 2012; Eindtijd & Profetie en de doorgesneden teksten
- Serie 9: december 2012; Eindtijd & Profetie en de doorgesneden teksten
- Serie 10: augustus 2013; Eindtijd & Profetie en Israël in de psalmen
- Serie 11: september 2014; Eindtijd & Profetie in het nieuwe testament
- Serie 12: april 2015; Eindtijd & Profetie en de kleine profeten
- Serie 13: oktober 2015; Geheimen van het uitstel van het Koninkrijk
- Serie 14: januari 2016; Visie van profeten over de eindtijd
- Serie 15: april 2016; Tijd van de wederkomst
- Serie 16: oktober 2016; Typen van Bijbelse profetie
- Serie 17: januari 2017; 4 oorlogen, Micha 5, vervangingsleer
- Serie 18: oktober 2017; De profeten en het Koninkrijk[14]

### Eindtijd in Zicht
Sinds 25 november 2024 presenteerde Jan Willem Grievink deze 15-delige serie waarin hij in het eerste seizoen in gesprek ging met Daniël Peyron over zijn boek The great reset van de schepping. In het tweede seizoen (2025) gaat Grievink over verschillende thema's in gesprek met een aantal gasten.
De titel van het programma heeft twee betekenissen: in zicht, want we zien het aankomen, inzicht om inzicht te geven welke tekenen er staan in de Bijbel.

### De Messias van Israël
Serie over messiaanse gemeenten in Israël die in september 2014 en 2015 in samenwerking met Sibold Buiten van het Comité Gemeentehulp Israël (CGI) is gemaakt. Naast herkenning en overeenkomsten, de God van Abraham, Izaäk en Jacob, zijn er ook verschillen in bijvoorbeeld de feesten (Pasen en Pesach). Buiten gaf in 2015 en 2016 in een tweegesprek met Van de Vegte onderwijs over de messiaanse gebruiken en wat deze zouden kunnen betekenen voor niet-Joodse christenen. Tussen januari en april 2023 volgde een nieuwe 13 afleveringen tellende serie met Jaap Bönker en Wim Nieuwenhuis waarin de nadruk werd gelegd op bijbellezen met een Oosterse bril.

### Het geheim van de feesten
Serie van 9 afleveringen van Johan Schep waarin hij in gesprek gaat met Stephanie van der Horst over de feesten genoemd in de Bijbel. De serie startte op 9 december 2024.

### Op reis door Israël
In 2009 maakte Van de Vegte in samenwerking met stichting Christenen voor Israël een reportage van de reis door Israël met de Emmanuel Gemeente uit Deventer. In elke aflevering wordt een hotel en restaurant besproken, zijn er bijzondere gesprekken en indrukwekkende getuigenissen en leert Rikie Neeb een Hebreeuws woord.
In 2011 kwam er een vervolgserie met Sonja Repko en Marianne de Jager langs de hoogtepunten van het land en in 2018 volgde een derde serie met het Holland-Koor ter ere van het zeventigjarig bestaan van de staat Israël.

### Holy Hitchhikers
In 2014 reizen freelance journalist Melissa Hofland en cameravrouw Alma de Vries dwars door Israël op zoek naar lifters. Het levert persoonlijke verhalen op van Joodse mensen die voortdurend leven met spanning van omringende vijanden. De vragen worden ditmaal aan hen gesteld in plaats van "deskundigen".
Het tweede seizoen volgde in het najaar van 2018 toen De Vries met Lise van der Eijk de zwaarbewaakte 225 kilometer lange noord-zuidroute 60 reden; van Be'er Sheva via Hebron, Jeruzalem, Ramallah, Nablus en Jenin naar Nazareth.

### Ebenezer: Operatie Exodus
Persoonlijke verhalen van Nederlanders die aliyah hebben gemaakt en wat het betekent als je gaat emigreren naar Israël en wat je moet opgeven; baan, familie en sociaal netwerk. Samen met voorzitter Richard Zevenhuizen reist Van de Vegte in 2018 naar de woonplaatsen nu Ebenezer deze Joodse mensen heeft aangemoedigd terug te keren naar Israël.

### Henk Poot
Als Israëlpredikant is Henk Poot verbonden aan de stichting Christenen voor Israël. Hij maakte deze series:
Judea en Samaria
Serie over het hartland van Israël, Judea en Samaria. Samen met Dolf van de Vegte maakte Poot in mei 2016 een rondreis waarin de Bijbelse historie van deze betwiste gebieden werd getoond.
Jozef, een Messiaanse geschiedenis
Ds. Poot spreekt Van de Vegte over de geschiedenis van Jozef en de profetische parallellen daarvan in zowel Joodse als Christelijke perspectieven.
Het geheim van Israël
In een ontdekkingstocht door de Bijbel laat Poot het geheim van Israël zien. Ondanks eeuwen van ballingschap en onderdrukking, is het Jodendom springlevend. Waarom is God zo verknocht aan het land Israël?
Uittocht
Wat gebeurt er als je naar de boodschap van de apostel Johannes probeert te luisteren met de oren van een Jood uit zijn tijd? In Uittocht spreekt Sara van Oordt met ds. Poot over het Evangelie volgens Johannes en het onderliggende thema Uittocht.

### Willem J.J. Glashouwer
Serie Bijbelstudies waarin dominee Willem J.J. Glashouwer, directeur van de stichting Christenen voor Israël, met Van de Vegte spreekt over de plaats van Israël in christelijke visies.
Waarom Israël?
- 1. Introductie;
- 2. De zeven verbonden;
- 3. Het nieuwe verbond;
- 4. Het beloofde land;
- 5. De nakomelingen;
- 6. De drie fasen van het Koninkrijk;
- 7. Jeruzalem, deel 1;
- 8. Jeruzalem, deel 2;
- 9. Antisemitisme;
- 10. De eindtijd.

Waarom Jeruzalem?
- 1. Beloofde Land en de Stad;
- 2. Geestelijke wortels van Jeruzalem;
- 3. De Tempel en de berg Moria;
- 4. Jezus en Jeruzalem;
- 5. Jezus en Zijn joodse wortels;
- 6. Jeruzalem en het Koninkrijk;
- 7. Jeruzalem en de islam;
- 8. Hemels en aards Jeruzalem;
- 9. de "vrouw" in Openbaring 12;
- 10. Het "nieuw Jeruzalem".

Waarom Eindtijd?
In 13 afleveringen belicht Glashouwer verschillende thema's die met de eindtijd te maken hebben en de bijzondere rol die Israël in de eindtijd speelt.
IsraëlVerbonden & Koninkrijk
Deze serie gaat in op de verbonden met Israël in relatie tot het Bijbelse begrip van het koninkrijk, verleden, heden en de toekomst. Eeuwenlang had het land en het volk Israël geen betekenis voor de christelijke kerk toen het centrum van het christendom, afhankelijk van de desbetreffende kerk, lag in Rome, Constantinopel, Canterbury, Moskou of Genève maar niet Jeruzalem.
De Tekenen der Tijden
Deze serie gaat over de tekenen der tijden. In 13 afleveringen bespreken Van de Vegte en Glashouwer het boek De tekenen der tijden: op weg naar de toekomst in bijbels perspectief dat Glashouwer in maart 2017 uitbracht waarin 52 van die tekenen worden uitgewerkt.

### Jaap Dieleman
Evangelist Jaap Dieleman van stichting De Heilbode uit Zeewolde maakte in de loop der jaren diverse series Bijbelstudies met Van de Vegte aan de hand van zijn verschenen boeken.
De komst van de Koning der koningen
Deze eerste serie gaat over de wederkomst van Jezus in relatie tot de gebeurtenissen in de wereld.
Terug naar de toekomst
Dieleman gaat in dertien afleveringen de zware beproeving van Job behandelen. Door naar de oorsprong te kijken en vervolgens je bestemming te kennen.
Het Bloedverbond
In deze serie legt Dieleman aan tafel uit wat Gods trouw aan Zijn bloedverbond voor ons betekent en de rijke zegeningen die zijn weggelegd voor degene die (ver)bondgenoten zijn.
Kunnen deze beenderen herleven?
Deze serie laat zien dat in Gods heilsplan Israël een prominente rol inneemt. Aan de hand van Ezechiël 37 belicht Dieleman opmerkelijke zaken die helder maken hoe Israël sinds 1967 is gegroeid en gezegend.
Het mysterie van de opname
Dieleman gaat met Van de Vegte dieper in op wat de apostel Paulus een mysterie noemt, een geheimenis, de plotselinge wegvoering van de gelovigen naar de hemel.

### Geloven is voor iedereen
Sinds najaar 2015 brengt David de Vos van Stichting Go and Tell laagdrempelige bijbelstudie-series; een eenvoudige boodschap in begrijpelijke taal.

### Jan Zijlstra
De God van wonderen
In dit programma werden vooral Bijbellezingen gegeven. Daarnaast gaf predikant Jan Zijlstra uit Leiderdorp, in het weekend gebedsgenezingen, de eerste twee zondagavonden van de maand. Het programma beweert tientallen mensen van hun ongeneeslijke ziektes of aandoeningen te hebben verlost met de hulp van Jezus.
Op zoek naar een wonder
In dit vervolg op bovenstaande serie bespreken mensen die een aantal jaar geleden een wonder zeggen te hebben meegemaakt over hoe dit tot stand kwam en hoe het leven er nu, na jaren, uitziet. Vervolgens praat Van de Vegte hierover door met Zijlstra.

### Henk Binnendijk
Na Bijbelstudies bij de EO maakte Binnendijk vanaf 2018 deze 13-delige series met Sara van Oordt:
Het Meesterwerk van God
Samen met Van Oordt bespreekt Binnendijk in 2018 zijn boek over het Bijbelboek Openbaring.
De God van Abraham, Isaäk en Jakob
Vanaf januari 2019 is er een tweede serie met Binnendijk uitgezonden. In 13 afleveringen wordt het thema De God van Abraham, Isaäk en Jakob behandeld.
Hoe ziet de hemel eruit?
Vanaf oktober 2019 een derde serie met dertien afleveringen over de hemel als het zenuwcentrum waar de aarde uit voortgekomen is.
Op weg naar de hemel
Vanaf oktober 2020 is de vierde aansluitende serie op de derde serie waarin Binnendijk de tabernakel als beeld gebruikt om de weg naar de hemel aan mensen uit te leggen. Elk voorwerp van de tabernakel komt voorbij aan de hand van een maquette.
Niemand is als Hij
Vanaf september 2021 de vijfde serie over het bijbelboek Job dat Binnendijk schreef naar aanleiding van het overlijden van zijn zoon Cees Binnendijk waarmee hij door het lijden heen Gods plan en raadsbesluit kon zien.

### David Maasbach
Vanaf 2017 elke werkdag om 18.00 uur een halfuur met zang, muziek met een bemoedigende boodschap van David Maasbach vanuit het Capitol van The Blessing in Den Haag. Organisator is de Johan Maasbach Wereldzending.

### Joseph Prince
Vanaf september 2018 elke werkdag om 15.00 uur een halfuur onderwijs van pastor Joseph Prince vanuit de New Creation Church in Singapore. In Nederland is de Jong en Vrij-beweging onder leiding van Marcel Gaasenbeek aanhanger van Prince' theologie.

### Verantwoord Bijbelgebruik
Serie met John Boekhout en Berry Jansen die in 2021 startte en praktische tips geeft voor het Bijbellezen in context.

### Gieneke Sneller
Dr. Annechiena (Gieneke) Sneller-Vrolijk (1946) studeerde Semitische talen en culturen aan de Universiteit Leiden en archeologie aan de universiteit van Jeruzalem. In de serie Luisteren naar de Psalmen geeft ze onderwijs over de Psalmen en daarbij gebruikt Sneller een eigen vertaling met bijzondere inzichten. Vanaf oktober 2023 staan de wekelijkse uitzendingen stil bij de bijbelboeken Ruth en Ester.

### De profeet...
In samenwerking met Het Zoeklicht hebben ds. Henk Schouten, hoofdredacteur van die organisatie, en Oud-Testamenticus Gert van de Weerd (1946) deze series gemaakt om de grondtekst zelf te laten spreken, zonder dat die exegese door enige dogmatische overweging wordt beperkt. In 2015 is er een serie gemaakt over het leven van de profeet Daniël, in 2017 over Jesaja en vervolgens met Van de Vegte over de Openbaring van Johannes. In 2020 is er een zesdelige serie gemaakt over de profeet Amos en aansluitend een zevendelige serie over de profeet Hosea. In 2021 kwam er de serie over de profeet Ezechiël. Vanaf september 2022 is er een serie over Micha. Deze series zijn gebaseerd op Van de Weerds boeken De verklaring van de profeet....

### Transparant
Serie Bijbelstudies van Esther Vorsterman van Oijen met een preek/inspiratiemoment, waarna ze met Erica Duenk hierover doorspreekt. Programma specifiek gericht op de vrouwelijke doelgroep. Tussen 2009 en 2015 waren dit de opnames Enjoying Everyday Life van Joyce Meyer, maar zij is tegenwoordig te zien bij SBS6.

### WIJS

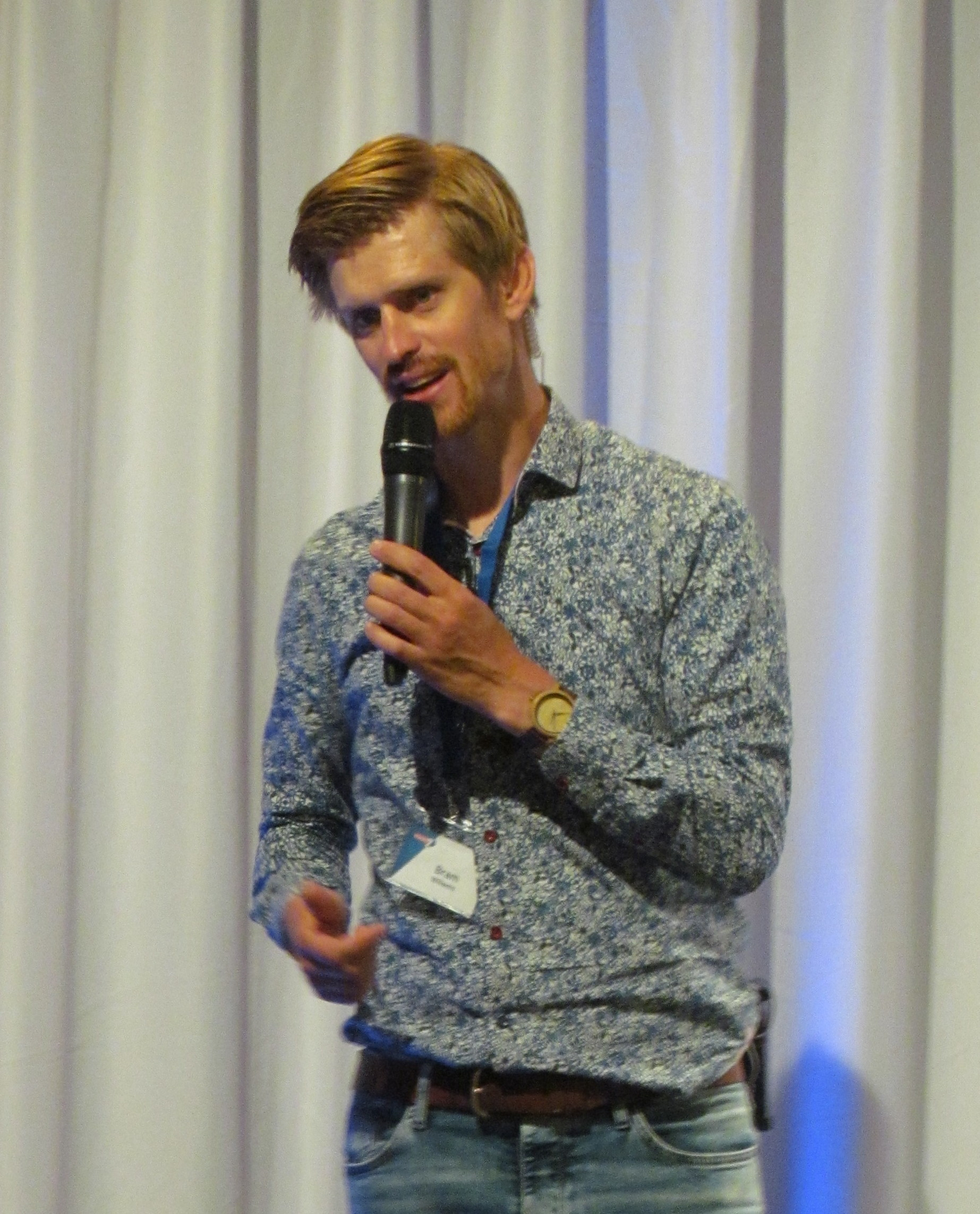
Presentator Bram Willems (2018)

Sinds najaar 2015 een dagelijkse bijbelquiz van Bram Willems met verschillende rondes waarin twee kandidaten het tegen elkaar opnemen. Snelheid en tactiek is hierbij van belang. In de finale moet de kandidaat de antwoorden opzoeken in de Bijbel. De finalist mag daarna twee keer terugkomen, waarmee de scores in de ranking kunnen oplopen. Ook is er een kijkersvraag.

### Nieuws en achtergronden
Tussen 27 augustus en 11 september 2012 gingen in Verkiezingen op 7 christelijke politici in debat met de gewone burger aan de hand van een bepaald thema en werd de kijker meegenomen op campagnetour in de Tweede Kamerverkiezingen 2012.
Uitgelicht!
Tussen oktober 2015 en juli 2023 werd er elke werkdag ILTV of i24News vanuit Tel Aviv met wereldnieuws uitgezonden waarna er minstens één nieuwsfeit in de studio werd Uitgelicht, belicht vanuit christelijk perspectief. Vanaf september 2023 wordt Uitgelicht! gepresenteerd door Riekelt Pasterkamp, Stephanie van der Horst, Sara van Oordt, Laurens Sok en Stephan Bouman. Het nieuws vanuit Israël wordt wekelijks belicht in het programma Jerusalem Dateline van CBN. Voorheen presenteerden Bram Willems en Pauline van den Broek dit ook. Terugkerende studio-commentatoren zijn onder meer Cor Verkade, Binyomin Jacobs, Frank Bosman en Lucas Hartong. Elke vrijdag wordt er met een Tweede Kamerlid of bewindspersoon van CDA, ChristenUnie of SGP teruggekeken op de politieke week. Op vrijdag 10 januari 2020 werd de 1000e aflevering uitgezonden.
Uitgelicht! Extra
Sinds oktober 2018 wordt elke donderdag een podium geboden aan artiesten, schrijvers en ontwikkelingsorganisaties. Met elke week een deskundige over de laatste ontwikkelingen op het gebied van muziek, films, boeken, wetenschap en technologie.
Uitgelicht! Analyse
Sinds november 2019 wordt elke dinsdagavond om 21.30 uur stilgestaan bij een verdiepend thema als het Midden-Oosten, 75 jaar bevrijding, de Amerikaanse presidentsverkiezingen van 2020 en christenvervolgingen. In najaar 2021 werd het thema medische ethiek behandeld vanwege de actualiteit rondom de kabinetsformatie met het progressieve D66 en de conservatieve ChristenUnie. Voor najaar 2022 behandelde Pasterkamp in zes afleveringen het thema Europa; de invloed van de christelijke wortels waar dit continent op is gebouwd en de verhoudingen tussen West- en Oost-Europa. Gast in deze serie is Jeff Fountain. In april 2025 werden onder leiding van Pasterkamp zes afleveringen met gasten gewijd aan de opkomst van Nazi-Duitsland, de Jodenvervolging, het verzet, de bevrijding en de wederopbouw.
Uitgelicht! Verkiezingen
Op 1 februari 2021 startte deze wekelijkse reeks uitzendingen in het kader van de Tweede Kamerverkiezingen 2021 waarin Pasterkamp met twee gasten spreekt over uitdagingen of problemen waar een politieke oplossing voor nodig is. Daar debatteren kandidaat-politici van ChristenUnie, CDA en SGP vervolgens met elkaar over. In elke aflevering staat een andere thema centraal. Ook in aanloop naar de Tweede Kamerverkiezingen van 22 november 2023 worden er (medisch-ethische) thema's van partijen besproken.
IsraelCNN
Serie gesprekken met Ruud Dankelman op verschillende locaties in Israël met haar inwoners. Tussen 1 oktober 2016 en januari 2020 had Israël Christelijk Nieuws Netwerk in samenwerking met EVS Media zendtijd verkregen op zaterdagavond tussen 20.00 en 20.30 uur om te laten zien dat Israël en het Joodse volk een bijzondere plaats innemen in deze wereld. Daarnaast worden er buitenlandse producties uitgezonden.
Israël in Focus
Israël is regelmatig in het nieuws met zelfmoordaanslagen, oorlogen en omstreden nederzettingen. Sara van Oordt gaat met programma-maker Alexander Blom en twee journalisten op zoek naar het menselijke verhaal achter de krantenkoppen.
Seizoen 1 (2017)
- Scherven in Sderot;
- Conflict;
- De terugkeer van de verloren stammen;
- Gazastrook en Jeruzalem;
- Haatonderwijs;
- Kolonisten in Amona.

Seizoen 2 (2023)
- Leven in een vluchtelingenkamp;
- Verdriet omgezet in hoop;
- Leven onder dreiging;
- Een pad naar vrede?;
- Een omstreden huis.

### Oudejaarsconference
Sinds 2013 verzorgt Family7 in december de Oudejaarsconference, voor een humoristische en scherpe blik op het afgelopen jaar zonder gevloek en kwetsende opmerkingen. De show wordt opgenomen met publiek en vervolgens op oudejaarsdag uitgezonden. Cabaretier Rob Favier en Rikkert Zuiderveld hebben de volgende shows gemaakt:
- Zo waarlijk helpe ik God almachtig (2013)[22];
- Ik wil mij nérgens mee bemoeien… (2014)[23];
- HART voor de zaak (2015);
- Oudejaarstoespraak (2016);
- Rikkert wringt het jaar uit (2017);
- Rikkert scheurt het jaar door (2018)[24];
- Rob knoopt de eindjes aan elkaar (2019)[25]

### Series
Welterusten Pa
Wekelijkse serie van de donderdagavond waarin twee mannen die via de koude kant met elkaar verbonden zijn. De rollen worden gespeeld door Ferry Gerritsen (David) en Frederik de Groot (Ben). Ben krijgt regelmatig bezoek van zijn schoonzoon David. De realiteit tussen schoonouders en aangetrouwde kinderen komt hier nadrukkelijk tot uiting. De personages zijn gebaseerd op een waargebeurd verhaal.
Vindication
Wekelijkse christelijke misdaadserie van drie seizoenen op de zaterdagavond met verschillende onderwerpen en de kijker laat gissen naar antwoorden. Het verhaal draait om rechercheurs Gary Travis en Kris Tanner in het stadje East Bank in Texas.
The Chosen
Amerikaanse dramaserie over het leven en bediening van Jezus op hedendaagse wijze, gebaseerd op de vier evangeliën, van regisseur en bedenker Dallas Jenkins (1975). Family7 is de eerste televisiezender in Nederland die deze serie uitzendt.
Road to Avonlea
Road to Avonlea is een dramaserie rond Sarah Stanley die noodgedwongen bij haar familie op het eiland Avonlea moet gaan wonen en haar acclimatiseringsproces. De serie was sinds oktober 2012 te zien bij Family7 en al eerder bij de EO.
Another Life
Soapserie over het leven, de liefde en het geloof rond familie Davidson in het fictieve stadje Kingsley, Virginia. De serie dateert van 1981-1984, telde 875 afleveringen en werd uitgezonden door Christian Broadcasting Network van evangelist Pat Robertson.

### CrimeDoc
In september 2009 baarde Family7 opzien met de aankondiging van CrimeDoc, een programma waarin onopgeloste misdaadzaken worden belicht en wordt opgeroepen tot gebed voor 'de waarheid' erover. De eerste en enige aflevering van CrimeDoc werd op 31 oktober 2009 uitgezonden en ging in op de Deventer moordzaak.

## Tijdschrift
In 2010 startte het tijdschrift 7Actueel, een initiatief van Verburg Services, dat zich speciaal richt op christelijke families en waarin de tv-gids van Family7 werd opgenomen. In maart 2011 werd het tijdschrift volledig overgenomen door de televisiezender en werd het format veranderd. Toen verscheen het onder de naam Family7 TV-Magazine. In 2013 heeft het blad een nieuwe vormgeving gekregen en is het Family7 Magazine gaan heten. Het blad heeft een oplage van 17.000 exemplaren.

## Totaal TV-verkiezing
In 2013 werd Family7 tweede in een internetverkiezing georganiseerd door Totaal TV voor beste digitale zender van Nederland. Op 27 oktober 2015 won Family7 deze prijs met bijna 20% van het totaal aantal stemmen. Op 8 november 2016 werd de zender voor het tweede jaar op rij uitgeroepen tot digitale zender van het jaar.
In 2017 kreeg de zender voor de derde maal op rij de titel 'Digitale TV-zender van het jaar'.